# Edward Ptaszyński
Edward Ptaszyński (ur. 27 września 1887 w Radomiu, zm. 13 października 1943) – polski duchowny rzymskokatolicki, doktor, członek Oddziału Wydzielonego Wojska Polskiego.

## Życiorys
Ukończył gimnazjum w Radomiu, a następnie wstąpił do seminarium duchownego w Sandomierzu. Otrzymał święcenia kapłańskie w 1910. W Szwajcarii we Fryburgu studiował na uniwersytecie filozofię. Uzyskał stopień doktora po napisaniu rozprawy o ks. Stanisławie Staszicu. Prefekt i wykładowca języka niemieckiego w gimnazjach w Kozienicach i Skarżysku-Kamiennej. Proboszcz w Wolanowie i Goryniu. Organizator i budowniczy kościoła w Pionkach w 1927. Proboszcz w Ruskim Brodzie przed wybuchem wojny.
Podczas kampanii wrześniowej werbował dla oddziału majora Henryka Dobrzańskiego zaufanych ludzi do pracy wywiadowczej oraz zbierał broń i sprzęt wojskowy. Jego plebania stała otworem dla żołnierzy. Pomagał po walce pod Huciskiem ukrywać rannych. Uciekł z plebanii przed aresztowaniem i dołączył do oddziału w rejonie Radoszyc. Po śmierci mjr. Dobrzańskiego ukrywał się pod nazwiskiem Franciszek Mieczkowski w Rzeczycy. Zaangażowany w pracę konspiracyjną. Jeździł do Tomaszowa do obwodu Związku Walki Zbrojnej, skąd przywoził wiadomości i przekazywał je dalej. Przeniósł się do Kraśnicy i zamieszkał u młynarza Orzeszka. Przez kraśniczan nazywany był „Profesorem”. Wiedząc, że jest poszukiwany, wyprowadził się z Kraśnicy. Był śledzony i tropiony przez Niemców. Zmienił wygląd i przeniósł się do gajówki w lasach brudziewickich.
Zabity w nieznanych okolicznościach 13 października 1943. Został pochowany przy leśnej drodze niedaleko gajówki w mogile, która kryła prochy polskiego żołnierza poległego w 1939. Rodzina odnalazła grób i zwłoki księdza zostały ekshumowane 30 września 1947 i rozpoznane przez rodzinę. Zwłoki zostały przewiezione do kościoła św. Jana w Radomiu i następnie pochowane na miejscowym cmentarzu w rodzinnym grobie.

## W filmie
Ksiądz Edward Ptaszyński występuje w filmie historycznym Hubal w reżyserii Bohdana Poręby. Jego rolę zagrał w nim Kazimierz Wichniarz.